# HammerFall
HammerFall es una banda sueca de heavy metal y power metal, formada en el año 1993 en Gotemburgo. Llevan el metal inspirados en la temática de los caballeros templarios y otros temas de poder del periodo medieval y la mitología nórdica. Entre sus influencias están: Accept, Judas Priest, Helloween, Mercyful Fate y los estadounidenses Manowar.

## Historia
El guitarrista Oscar Dronjak crea la banda Desecrator, que posteriormente se llamó Ceremonial Oath que era de un estilo claramente Death metal. En el año 1996, se dedica a tomar otro rumbo; inspirados a la vez por resurgir al Heavy Metal clásico y por el auge del Power Metal en Europa, decidieron sumarse a esta ola; teniendo matices que aproximaban su sonido al Heavy Metal tradicional y al power europeo. No tardaron en ponerle nombre al grupo, así surgió HammerFall. Luego, contactaría con su amigo Jesper Strömblad para el trabajo con las guitarras, él acepta, pero continúa en el grupo Crystal Age y los incipientes In Flames. Así llegaron músicos nuevos; Niklas Sundin en las guitarras y Mikael Stanne en la voz, ambos integrantes de Dark Tranquillity, además de Johan Larsson.
El primer corte que esta banda logra crear, es el ya clásico para la banda "Steel meets steel". Los proyectos de los miembros de HammerFall impedían que tuvieran el tiempo necesario de ensayo. Además en Suecia el estilo más popular era el Death metal de Gotemburgo, cosa que les impedía participar en concursos de bandas de rock, como el Rockslaget. Tiempo después, Niklas y Johan decidieron dedicarse a sus bandas y dejar HammerFall. Sus reemplazantes fueron Glenn Ljungström (In Flames) y Fredrik Larsson (Crystal Age). Cuando compitieron en el "Rockslaget" la banda interpretó "Steel meets steel", además de "HammerFall" y el clásico de los daneses Pretty Maids "Red, hot and ready". Cuando consiguieron llegar a semifinales, en 1996, HammerFall impactó con el famosísimo "Steel meets steel", su nueva "Unchained" y el himno de himnos, "Breaking the law", de Judas Priest.
Pero el vocalista de la banda Mikael Stanne decidió dedicarse totalmente a "Dark Tranquillity" y de paso no participó en las finales del concurso. Después de un tiempo se decidieron por Joacim Cans, que los impresionó tras unos ensayos; aun así la banda no logró llegar a la final, pero dos de sus temas fueron grabados en videos, que fueron enviados a Roel van Reijmersdal, dueño del sello neerlandés "Vic Records", el cual quedó impresionado por la calidad de la banda, e inmediatamente firmaron un contrato para grabar.

### Glory to the brave
Así en 1997 HammerFall edita el disco Glory to the brave que definió el estilo de la banda, la agresividad, la potencia, y los coros graves. Siendo los mejores temas "HammerFall", "The dragon lies bleeding" y "Steel meets steel". La portada del álbum fue realizada por Andreas Marschall, ilustrador habitual de la banda. El éxito no tardó en llegar, cosa que los integrantes no podían creer, así tomaron la decisión de dedicarse más a "In Flames".
Más tarde la compañía germana Nuclear Blast mostró gran interés en la banda, permanecieron unidos por los próximos cuatro discos y pactaron la licencia de "Glory to the brave", así fue como HammerFall consiguió convertirse en una de las grandes bandas de Heavy/Power Metal Europeo y de paso masificar el estilo en Suecia que aún estaba dominada por el Death metal de Gotemburgo. Para ampliarse internacionalmente la banda decidió grabar dos videos, y así grabaron los clips "HammerFall" y "Glory to the brave". Luego de que el disco Glory to the brave se distribuyera en las tiendas de discos, se convirtió rápidamente en el disco del mes por algunos fanzines alemanes, alcanzando el lugar 38.ª en los charts alemanes, lo más alto a lo que ha llegado un primer álbum de Heavy Metal hasta ese momento, y el disco sería un éxito, alcanzando a vender más de 100.000 copias en el mundo.
En 1997 HammerFall logró actuar en el famoso festival Wacken Open Air, ante más de 15.000 personas y compartiendo escenario con bandas como Gamma Ray o Virgin Steele.

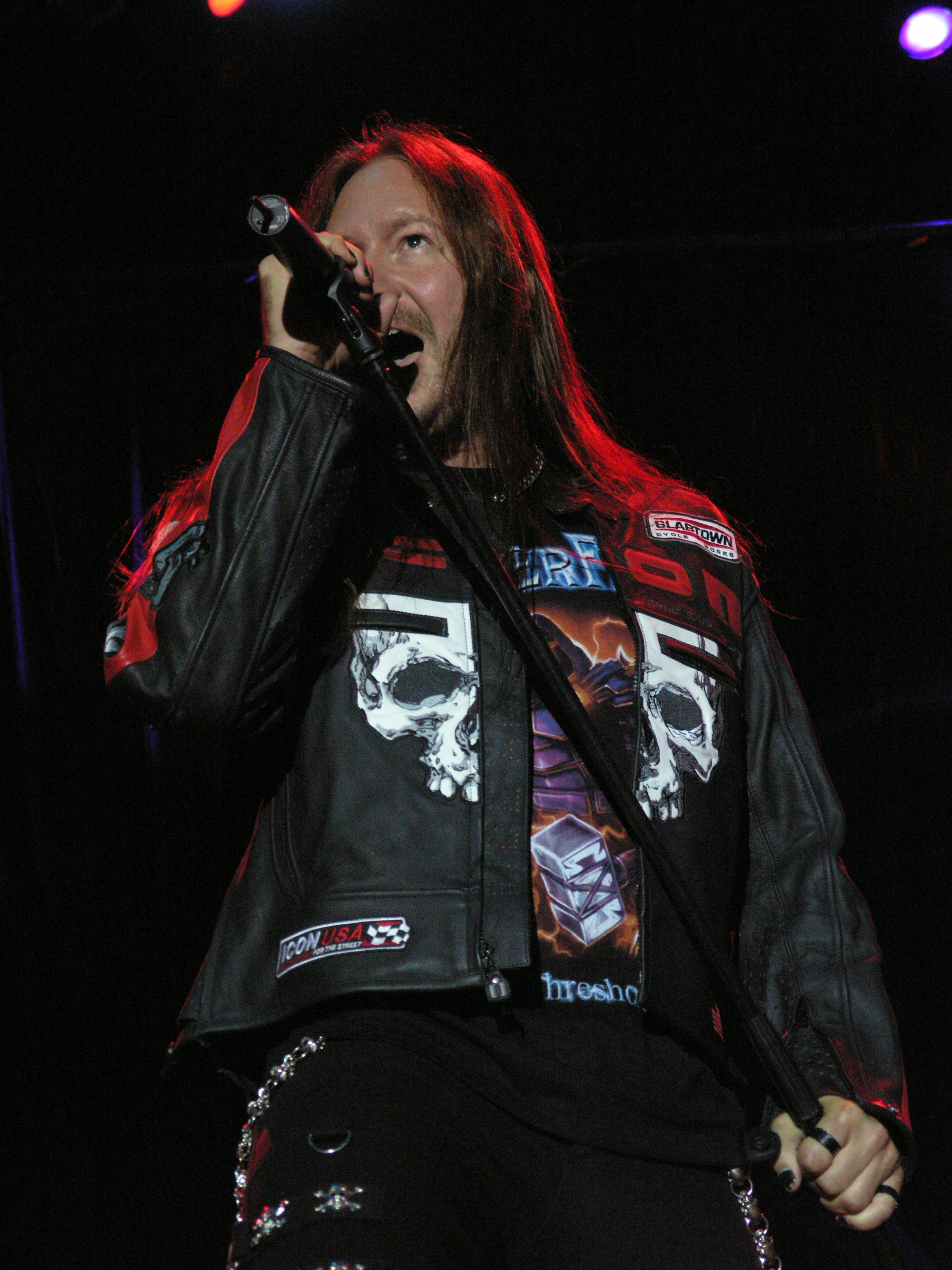
Joacim Cans, vocalista de la banda.

### Legacy of kings
Rápidamente consiguieron lanzar su segundo álbum, llamado Legacy of kings (1998), el cual fue compuesto por Cans, Dronjak y Jesper Strömblad. Los principales temas fueron "Legacy of kings", "Heeding the call" y "Let the hammer fall". HammerFall ratificó su éxito en una gira mundial, visitando lugares como Japón, el Dynamo Open Air en Holanda, y Sudamérica, donde se presentaron en Brasil, Argentina y Chile, presentación en Estadio Víctor Jara, en abril de 1999, junto a sus connacionales de Arch Enemy y los osorninos de Epsilon. Pero fue en este último concierto en Chile, en el que surgió el problema de la no presentación de la banda Deicide, lo que provocó que tocaran durante más de hora y media, cuando su actuación sólo tenía prevista una duración de 50 minutos, lo que les obligó a tocar todos y cada uno de sus temas, debiendo realizar covers de otras bandas como "Man on the silver mountain", de Rainbow, esta vez con AC, exbaterista de Running Wild, y "Breaking the law" de Judas Priest, con Oscar Dronjak en las voces y Joacim Cans en batería.
Pero la gira trajo más problemas, pues el baterista Patrik Räfling abandonó la banda; el reemplazante fue Anders Johansson el cual fue propuesto por Magnus Rosén quienes eran grandes amigos. Además Johansson ha participado en más de cien discos a lo largo de su carrera acompañando a músicos tan importantes como Yngwie J. Malmsteen, su mismo hermano Jens Johansson de Stratovarius e incluso junto a Magnus Rosén en 1993 en su banda "Billionaires Boys' Club". Pasó a ser el baterista oficial en agosto de 1999.
HammerFall también participó en tributos a otras bandas de Heavy metal, grabando el tema "Man on the silver mountain" de Rainbow con la participación de AC, además grabaron "Head over heels", del disco "Balls to the Wall" de Accept con las voces de Udo Dirkschneider y también de Accept, y finalmente grabaron el famoso tema de Helloween "I want out", con Dirk Schlächter y Kai Hansen (Gamma Ray), convirtiéndolo en un sencillo. El año finalizó muy bien para la banda, tocando en festivales como el Gods of Metal en Milán, Italia, o el Eurometal '99 en España.

### Renegade
En el año 2000 publicaron su nuevo trabajo denominado "Renegade", en el que sus principales temas fueron "Templars of steel", "Keep the flame burning" y "Renegade". Es un disco de gran calidad pero tal vez menos contundente. Sin embargo, después del lanzamiento, las críticas eran en su mayoría positivos. Un video musical por el director Roger Johansson fue creado para la canción "Renegade" y llegó a la cima del desfile de Suecia, y lo mismo pasó con el álbum en sí, que alcanzó disco de oro con más de cuarenta mil copias vendidas.
La gira de la banda se inició en enero de 2001. Los conciertos de esta gira contaron con una versión réplica de la cubierta del disco en el escenario. Se creó como un castillo en ruinas de la que los músicos entraron en el escenario.
La banda lanza un DVD titulado "The templar renegade crusades", que incluyó grabaciones de video de las sesiones de grabación, conciertos en vivo, backstages de turismo, y los encuentros con los fanes. Las imágenes van desde las sesiones de grabación de "Legacy of kings" a la fiesta disco de oro que tuvo lugar en noviembre de 2001.

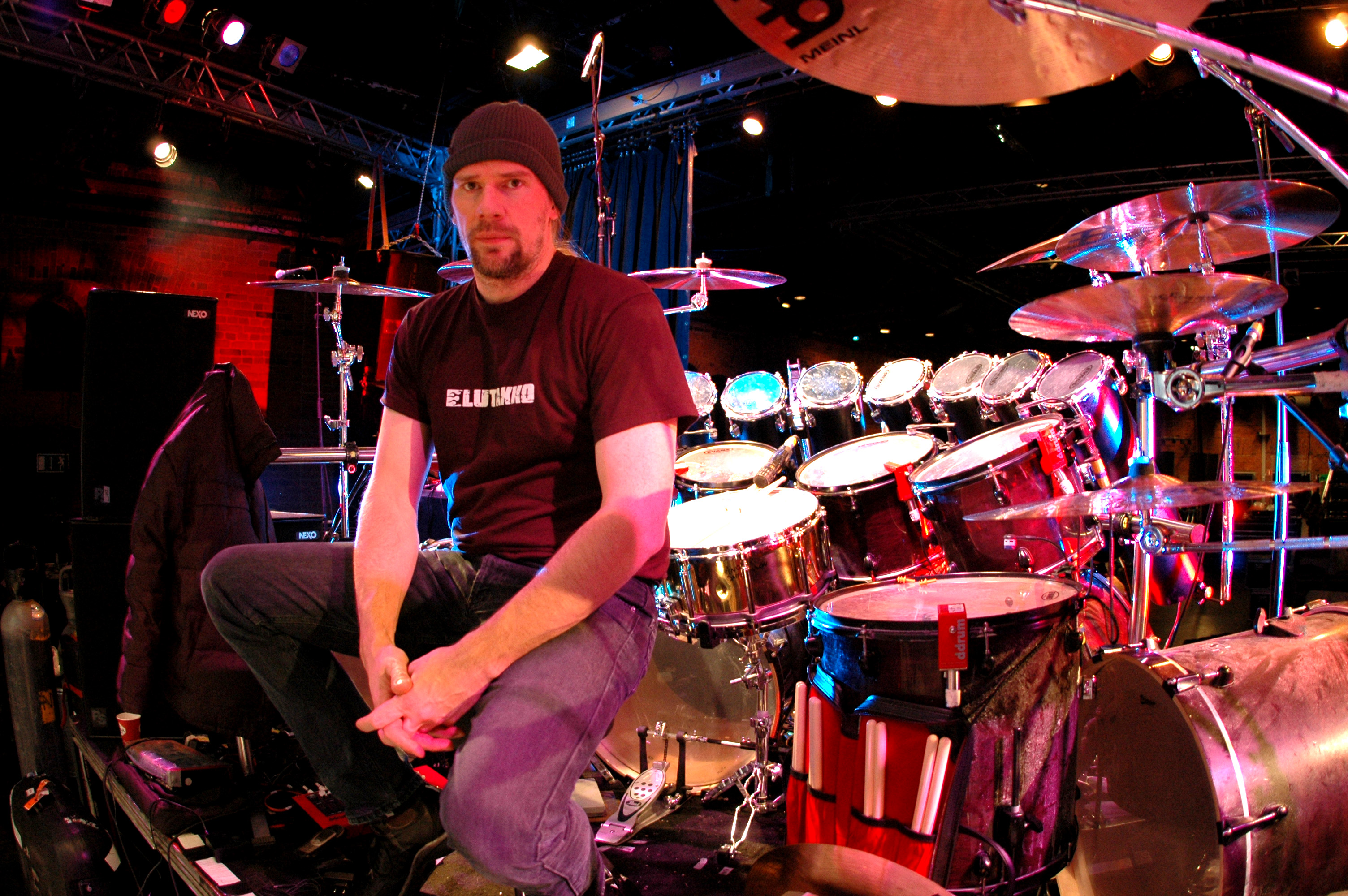
Anders Johansson

### Crimson thunder
En el año 2002 fue publicado su cuarto trabajo denominado "Crimson thunder", y ese mismo año lanzarían el video de "Hearts on fire", pero fue retrasado por la agresión hacia Joacim Cans, en un bar de Gotemburgo por un fan de Black metal, lo que casi hace que perdiera un ojo, pero el video de "Hearts on fire" fue publicado junto a un cover de "We're gonna make it" del álbum "You can´t stop rock and roll" del año 1983, de Twisted Sister y la versión en vivo de "Heeding the call".
Chile, Argentina, Brasil y México estaban presentes en la próxima gira de la banda a realizarse en Sudamérica. Esta gira fue esperada con gran expectación por todos y cumplió con lo esperado, ya que se transformó en una de las mejores presentaciones de la banda hasta ese momento. Luego de esto siguieron más presentaciones, esta vez en el The Bang Your Head Festival en Balingen, Alemania, The Master Of The Rock en Vizovice, República Checa y Metal Mania en Albacete, España, tocando con bandas como Iron Maiden, Slayer, Dio, Twisted Sister, Stratovarius y U.D.O..
Pero esta serie de conciertos se vio interrumpida por el accidente que sufrió Oscar cuando, en motocicleta, chocó con una camioneta, ocasionando que se rompiera el brazo izquierdo y obligando a la banda a cancelar los tres eventos siguientes.
Mientras Oscar se recuperaba, Joacim se preocupaba de su proyecto solista; además tuvo su primer hijo, Stefan estaba concentrado en sacar su licencia de piloto y Magnus y Anders continuaron con sus proyectos aparte. Oscar se reintegró a la guitarra rápidamente, empezando a practicar luego de su operación de 10 horas.

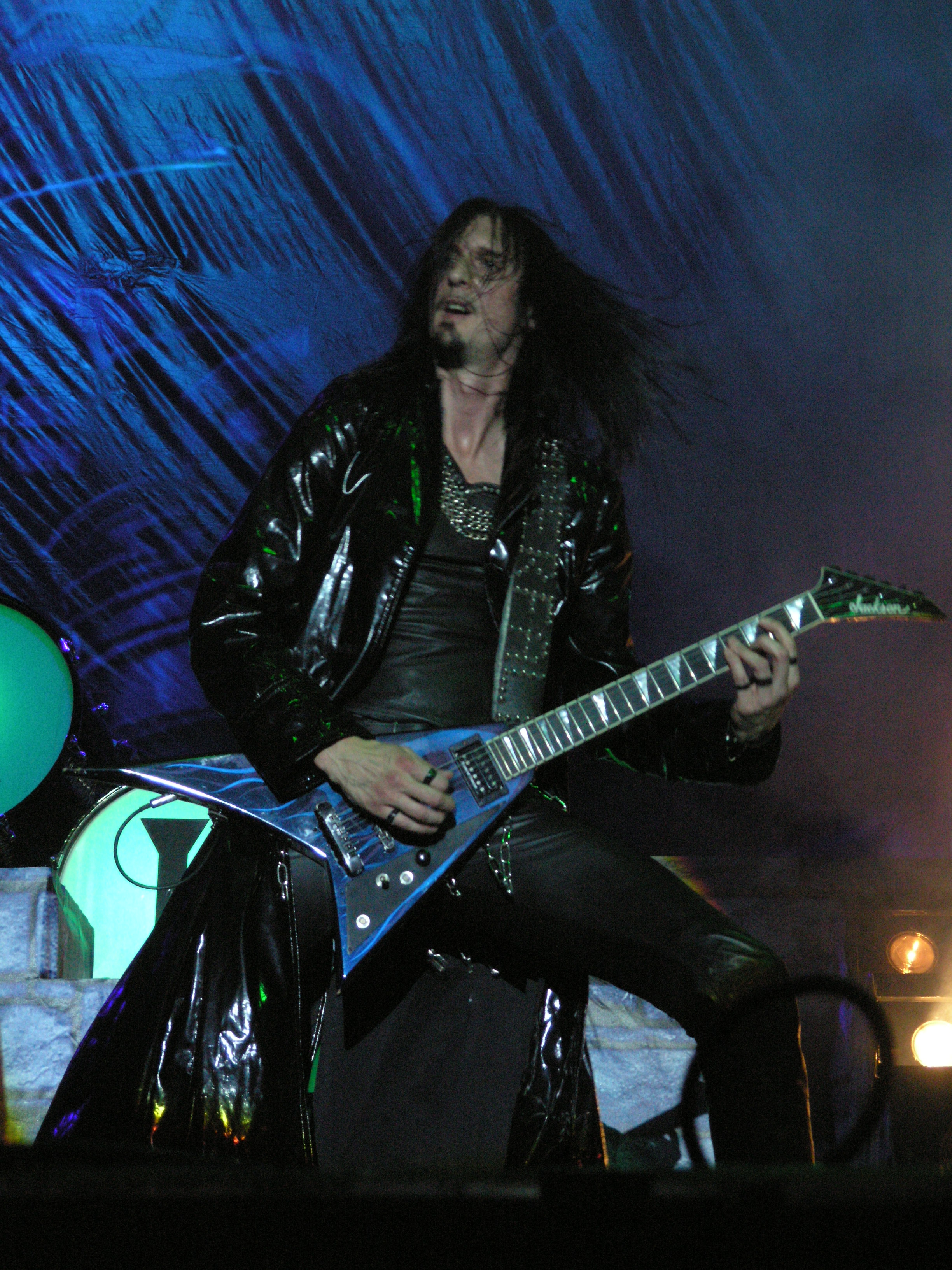
Oscar Dronjak, guitarrista de la banda.

### Chapter V: unbent, unbowed, unbroken
Dos años más tarde HammerFall lanza al mercado su quinto álbum de estudio "Chapter V: unbent, unbowed, unbroken", el que los fanes habían esperado con muchas ansias tras tanto tiempo. Este nuevo trabajo es sin dudas el afianzamiento del grupo en los primeros puestos del metal europeo. En un género como es el heavy metal y epic-metal repleto últimamente de grupos liderados por frontwomen de voces angelicales, HammerFall despunta con sus melodías agresivas, sus estribillos pegadizos y la voz de Joacim Cans que encaja a la perfección con el sonido de esta banda. En cuanto a la producción, esta ha ido de la mano de Charlie Bauerfeind (Helloween, Motörhead, Saxon, Blind Guardian, Halford, etc.).
La última canción del álbum, "Knights of the 21st century", es probablemente una apuesta arriesgada, por su sonido algo diferente al resto de los cortes del álbum, por la voz de Cronos de Venom más desgarradora, por su extensión, algo más de 12 minutos, hasta ahora la canción más duradera de HammerFall.

### Threshold
Su sexto álbum, titulado Threshold, fue lanzado el 20 de octubre de 2006 y fue directamente a la posición número 1 en las listas de Suecia.
Steel meets steel - ten years of glory
El bajista Magnus Rosén dejó la banda en marzo de 2007. Sin pasar mucho tiempo, el bajista original de la banda, Fredrik Larsson es invitado a reintegrarse a la banda, este acepta y vuelve tras diez años de ausencia. Celebrando su décimo aniversario desde la grabación de su primer álbum, HammerFall lanza el disco "Steel meets steel - ten years of glory" (2007). El álbum incluye dos temas nuevos de marca, una regrabación de un viejo clásico de material extra, además de algunos de los verdaderos clásicos.
El 6 de marzo de 2007, una declaración fue publicada en línea en el sitio web oficial de HammerFall anunciando que el bajista Magnus Rosén no seguiría ligado con la banda. El motivo de su salida era que no estaba contento en la banda y quería concentrarse en otros proyectos. En su propia página web (y por tanto con su propia declaración oficial), se anunció que Magnus estaba cansado de la línea de bajo simple que se vio obligado a tocar en HammerFall, y que fue incapaz de llevar su propio material para la banda. Ahora quiere "ser más creativo en su carrera". El 10 de abril se anunció en la página web oficial de HammerFall que el sustituto de Magnus sería el exmiembro Fredrik Larsson, quien tocó el bajo en el álbum "Glory to the brave". Tres nuevas canciones fueron grabadas para el álbum de la primera compilación de la banda. Se trata de "Last man standing", "Restless soul" y "The abyss". "Steel meets steel - ten years of glory" fue lanzado el 12 de octubre de 2007.

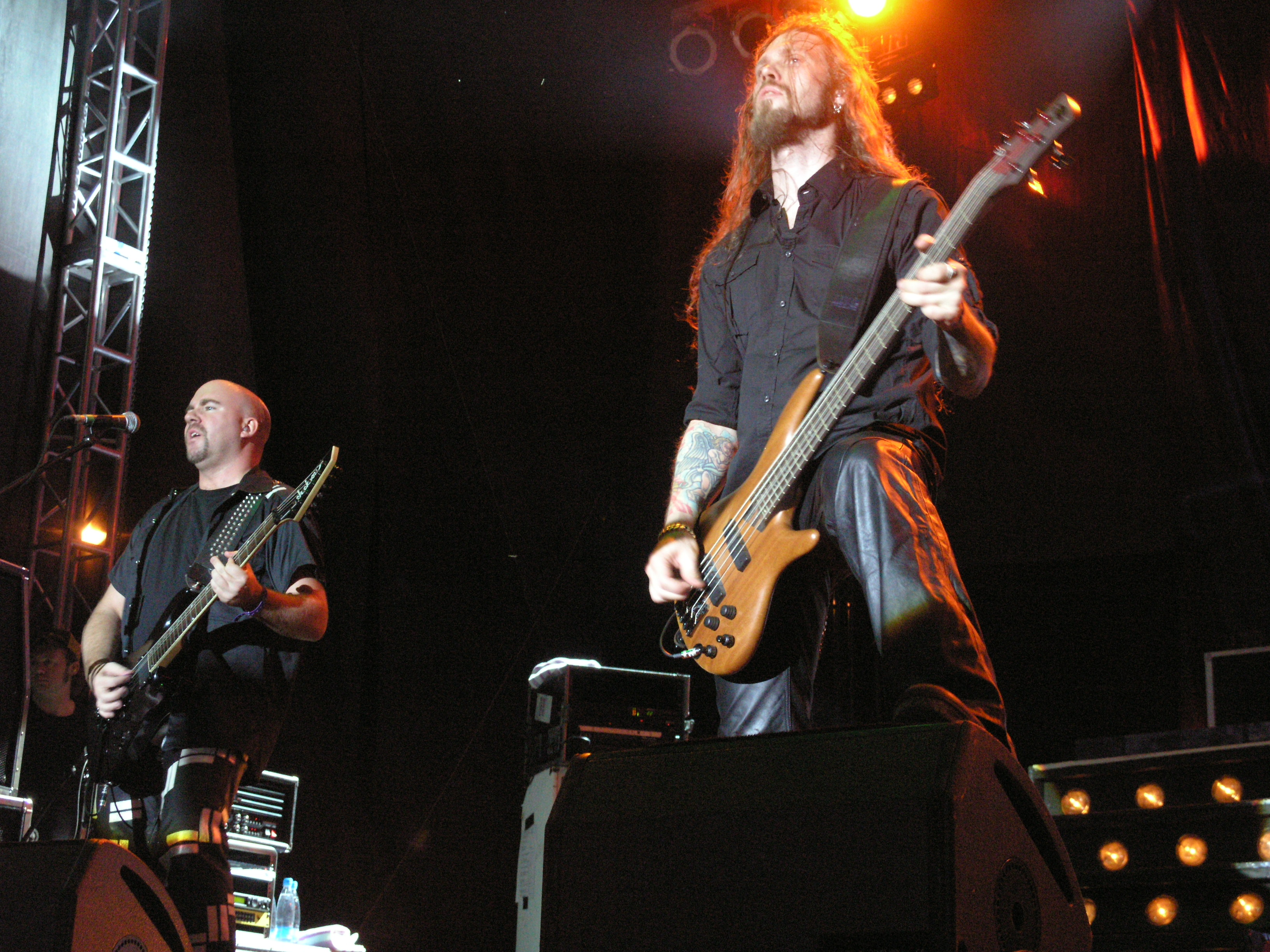
Stefan Elmgren left the band in 2008 and Fredrik Larsson re-joined in 2007

En el año 2008 el guitarrista Stefan Elmgren abandonó la banda debido a que una aerolínea le ofreció un puesto como piloto. Pese a que el guitarrista lo meditó mucho, no pudo compaginar el grupo con su nuevo empleo. Tras una ardua búsqueda, el puesto pasa a ser ocupado por Pontus Norgren, hasta ese momento guitarrista de The Poodles.
Poco después de la integración de Pontus, lanzan el disco titulado "Masterpieces", el que contiene covers de grandes bandas, como "I want out" de Helloween y "Detroit rock city" de Kiss.

### No sacrifice, no victory
En febrero del 2009 publican el disco "No sacrifice, no victory", con temas como "Any means necessary", "Hallowed be my name" y "Punish and enslave", que ha recibido una muy buena crítica por parte de los fanes. Poco después del lanzamiento de este disco, dan comienzo al tour "Any tour necessary" el cual comprendió gran parte de Europa, principalmente en Suecia, donde realizaron más de 10 conciertos, y que lo finalizaron con su actuación en el festival "Wacken Open Air" en Alemania.
La temática veía al guerrero Héctor peleando en un mundo acabado por la humanidad, sacrificando su propia vida, pero que nunca se arriesgase a perder el orgullo y gloria.

### Infected
Después de varios meses de grabaciones en Gotemburgo, Suecia y Nashville, TN, USA, el nuevo álbum de estudio "Infected" finalmente se terminó el 19 de febrero de 2011. Producido por los guitarristas Pontus Norgren y Oscar Dronjak y coproducido por el productor estadounidense James Michael, este nuevo disco trajo un concepto diferente, cambió la temática guerrera medieval para tomar a la banda infectada por zombies, esto le dio un cambio totalmente inesperado pero con algo de renovación.
Muchos de sus seguidores criticaron negativamente este trabajo dada la repentina variante pero llegó a tener aceptación, ya que se dice que es como tal lleva el título una Infección letal, pero cargada de muy buen heavy metal.
Destacan canciones como: "Patient zero", "One more time", "Día de los muertos", "Bang your head", "666 - the enemy within", como las más representativas del álbum; en la melodía todos los temas suenan con guitarras más pesadas y una batería con más compases, las letras más oscuras y sarcásticas; En sí poseen un toque más oscuro que sus otros trabajos.
No obstante, cabe destacar que el último tema del disco: "Redemption" termina con un postludio que da la referencia de que en un próximo disco la banda retomaría la temática templaria guerrera.

### Gates of Dalhalla (Álbum en vivo)
Con motivo de su bien merecido descanso en 2012/13, después de que el quinteto volviera más fuerte que nunca, un DVD de 2 CD fue lanzado el 30 de noviembre. Se recordaron 15 años de gloria en 135 minutos, en un show aniversario que tuvo lugar el 28 de julio, en Dalhalla al aire libre, construido en una antigua cantera cerca de la pequeña aldea de Suecia, Rättvik, fue capturado en cámara.
Oscar Dronjak comenta: " El juego contiene 26 pistas y duró 2 horas y 15 minutos, por mucho, el concierto más largo y más completo de toda nuestra carrera. Tocamos canciones de todos los discos y algo más, había muchos invitados, que contaba con 80 gabinetes Marshall y la pantalla grande con el logo de HF tallados en medio colgando, todo ello en un lugar muy único. Usted realmente tiene que verlo para entender, este concierto realmente capturó la esencia de HammerFall en directo en 2012, muy bien! ".
Dentro de lo más destacado recalcan los invitados, cabe mencionar el line-up original de HammerFall : Jesper Strömblad y Stanne Mikael, así como el exguitarrista Stefan Elmgren, entre otros, lo que hizo el show inolvidable, también para los propios músicos.
"Todo lo relacionado con este lanzamiento es especial: el lugar, la ocasión, el setlist, los invitados. Si se va a celebrar algo, hazlo bien, y esto es exactamente lo que hemos hecho. HammerFall con todo lo extra, 100% en vivo, 0% de mierda ", dice Oscar.
"Gates of Dalhalla" es mucho más que un simple live DVD / Blu-Ray: Es la prueba definitiva de que los suecos, después de 15 años de llevar el heavy metal a la gente, todavía son los reyes indiscutibles de su género.

### (r)Evolution: El regreso de Hector y la llama templaria
(r)Evolution se dio a conocer el 29 de agosto (Suecia: 27 de agosto. En Reino Unido: 1 de septiembre. En América del Norte: 2 de septiembre), y HammerFall ha decidido trabajar junto con Fredrik Nordström de nuevo por primera vez desde "Glory to the brave " (1997). Es también el primer álbum desde "Renegade" (2000) que cuentan con obras de arte de Andreas Marschall.
Volviendo a las raíces después de los dos discos anteriores, (r)Evolution promete ofrecer todo lo que la gente ha llegado a esperar de un conocido HammerFall, mezclando los pilares del sonido templario de la banda con la evolución de su sonido actual.

### Built to Last: Cambio de sello; Nuevo álbum

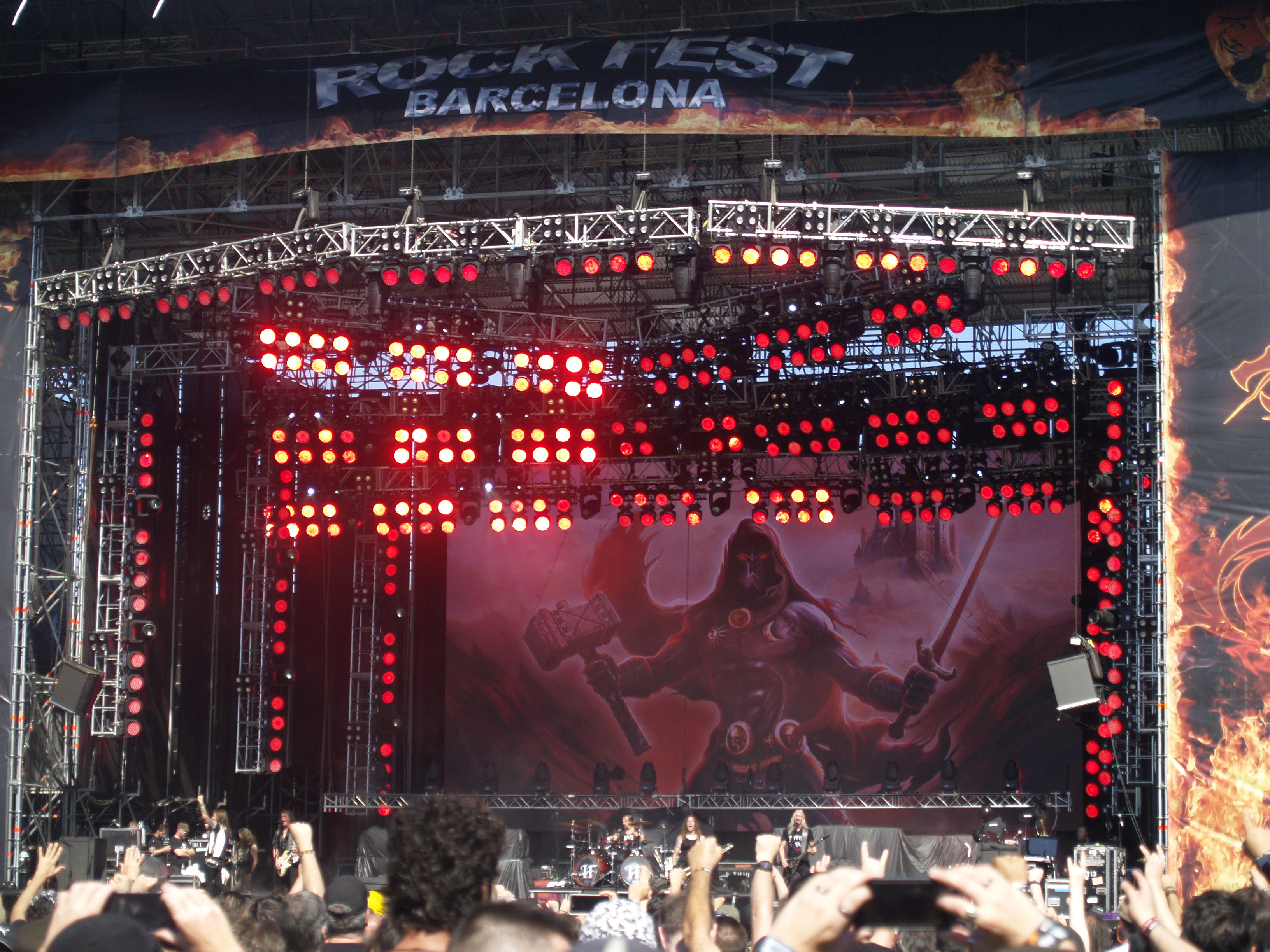
Presentación de HammerFall en el Rock Fest BCN en 2017

Después de 18 largos años, la banda caducó el contrato con Nuclear Blast Records en el 2015, tiempo después firman con Napalm Records.
Fue anunciado a principios de 2016. Built to Last "Construido para Durar" Salió el 4 de noviembre de este año, es el décimo trabajo de estudio donde también se anunció la inesperada partida del baterista Anders Johansson y es sustituido por David Wallin quien giró con la banda ya en el World Wide (r)Evolution Tour. El álbum sigue la tradicional línea de la banda aportando nuevos sonidos templarios que según la opinión de algunos críticos, trae la misma esencia, aportando nuevas influencias pesadas adaptadas al nuevo sonido de la banda.

### Dominion
Publicado el 16 de agosto de 2019, Dominion es el undécimo álbum de estudio de la banda de power metal Hammerfall y el segundo álbum con la discográfica Napalm Records.

### Hammer of Dawn
Álbum publicado el 25 de febrero del 2022 a través de la discográfica Napalm Records. Producido por Oscar Dronjak, Pontus Norgren, Fredrik Nordström y Jacob Hansen.

## Miembros
- Oscar Dronjak - Guitarra, coros (1993-presente)
- Joacim Cans - Voz (1996-presente)
- Fredrik Larsson - Bajo (1994-1997, 2007-presente)
- Pontus Norgren - Guitarra (2008-presente)
- David Wallin - Batería (2014-presente)

### Exmiembros
- Johan Larsson - Bajo (1993-1994)
- Niklas Sundin - Guitarra (1993-1995)
- Jesper Strömblad - Batería (1993-1996)
- Mikael Stanne - Voz (1993-1996)
- Glenn Ljungström - Guitarra (1995-1997)
- Patrik Räfling - Batería (1996-1999)
- Magnus Rosén Bajo (1997-2007)
- Stefan Elmgren - Guitarra (1997-2008)
- Anders Johansson - Batería (1999-2014)

## Discografía
- Glory to the Brave - 1997
- Legacy of Kings - 1998
- Renegade - 2000
- Crimson Thunder - 2002
- One Crimson Night - 2003
- Chapter V: Unbent, Unbowed, Unbroken - 2005
- Threshold - 2006
- Steel Meets Steel – Ten Years of Glory - 2007
- Masterpieces - 2008
- No Sacrifice, No Victory - 2009
- Infected - 2011
- Gates of Dalhalla - 2012
- (r)Evolution - 2014
- Built to Last - 2016
- Dominion - 2019
- Live! Against the World - 2020
- Hammer of Dawn - 2022
- Avenge the Fallen - 2024

### Sencillos
- "Glory to the brave" - (1997) de Glory to the brave
- "Heeding the call" - (1998) de Legacy of kings
- "I want out" - (1999)
- "Renegade" - (2000) de Renegade
- "Always will be" - (2000) de Renegade
- "Hearts on fire" - (2002) de Crimson thunder
- "Blood bound" - (2005) de Chapter V: unbent, unbowed, unbroken
- "The fire burns forever" - (2006) de Threshold
- "Natural high" - (2006) de Threshold
- "Last man standing" - (2007) de Steel meets steel - ten years of glory
- "Any means necessary" - (2009) de No sacrifice, no victory
- "My sharona" - (2010) de No sacrifice, no victory
- "One more time" - (2011) de Infected
- "B.Y.H." - (2011) de Infected
- "Send me a sign" - (2011) de Infected
- "Bushido" - (2014) de (r)Evolution
- "Hector's hymn" - (2014) de (r)Evolution
- "Hammer High" - (2016) de Built To Last
- "The Sacred Vow" - (2016) de Built To Last
- "(We Make) Sweden Rock" - (2019) de Dominion
- "One against the world" - (2019) de Dominion

### DVD
- The First Crusade - (1999)
- The Templar Renegade Crusades - (2002)
- Hearts On Fire - (2002)
- One crimson night - (2003)
- Rebels With a Cause - (2008)
- Gates of Dalhalla - (2012)